# Attila Grószpéter
Attila Grószpéter (ur. 9 czerwca 1960 w Hódmezővásárhely) – węgierski szachista, arcymistrz od 1986 roku.

## Kariera szachowa
Pod koniec lat 70. XX wieku należał do grona najlepszych węgierskich juniorów, reprezentując swój kraj w mistrzostwach świata (w kategoriach do lat 16, 18 i 20) oraz Europy (do lat 20). W roku 1978 po raz pierwszy wystąpił w finale indywidualnych mistrzostw Węgier,  dzieląc III miejsce (wraz z m.in. Ivanem Farago). Wynik ten powtórzył dwa lata później, dzieląc III lokatę z Laszlo Hazai, natomiast w roku 1984 zdobył w mistrzostwach kraju brązowy medal. Największe sukcesy w tych rozgrywkach osiągnął w latach 1993 i 1995, dwukrotnie zdobywając medale srebrne.
Wielokrotnie brał udział w turniejach międzynarodowych, sukcesy odnosząc m.in. w Płowdiwie (1982, I m.), Kopenhadze (1988, dz. II m. za Rafaelem Waganianem), Kecskemet (1992, dz. I m. wraz z Konstantinem Asiejewem; 1993, dz. II m. za Siergiejem Zagrebelnym, wraz z Andrasem Adorjanem; 1994, dz. II m. za Arturem Koganem, wraz z m.in. Zoltanem Gyimesi; 1997, dz. II m. za Zoltanem Vargą, wraz z m.in. Arturem Jakubcem), Budapeszcie (1993, dz. II m. za Ivanem Farago, wraz z Andrasem Adorjanem), Zalakaros (1995, dz. I m. wraz z m.in. Gyulą Saxem i Zoltanem Vargą; 1996, dz. I m. wraz z m.in. Istvanem Csomem), Wiedniu (1996, dz. II m. za Iliją Balinowem, wraz z Petarem Popoviciem i Pavlem Blatnym), Guyli (1998, I m.), Hampstead (1998, dz. I m. wraz z Steffenem Pedersenem), Paksie (1999, II m. za Bu Xiangzhi; 2001, I m.), Zalakaros (2002, dz. I m. wraz z m.in. Jozsefem Horvathem i Attilą Czebe), Szombathely (2004, dz. I m.) oraz ponownie w Paksie (2007, I m.)
W latach 80. należał do podstawowych zawodników reprezentacji Węgier. Trzykrotnie (1982, 1984, 1990) wystąpił na szachowych olimpiadach, dwukrotnie (1985, 1989) w drużynowych mistrzostwach świata (zdobywając dwa medale: srebrny wraz z drużyną w roku 1985 oraz indywidualnie złoty, za uzyskany wynik na III szachownicy w roku 1989) i dwukrotnie (1983, 1989) w drużynowych mistrzostwach Europy (na których również zdobył dwa medale: brązowy wraz z drużyną w roku 1983 oraz indywidualnie srebrny na IV szachownicy w roku 1989).
Najwyższy ranking w karierze osiągnął w dniu 1 stycznia 1996 roku (posiadał wówczas 2565 punktów), natomiast najwyższym miejscem na światowej liście FIDE było miejsce 75, które zajmował 1 lipca 1990 roku (z wynikiem 2555 punktów). Jednocześnie zajmował wówczas 5. lokatę wśród szachistów węgierskich, po Zoltanie Riblim (2610), Gyuli Saxie (2600), Lajosie Portischu (2590) i Jozsefie Pinterze (2565).